# Kawakami Sōroku
Kawakami Sōroku est un nom japonais traditionnel ; le nom de famille (ou le nom d'école), Kawakami, précède donc le prénom (ou le nom d'artiste).

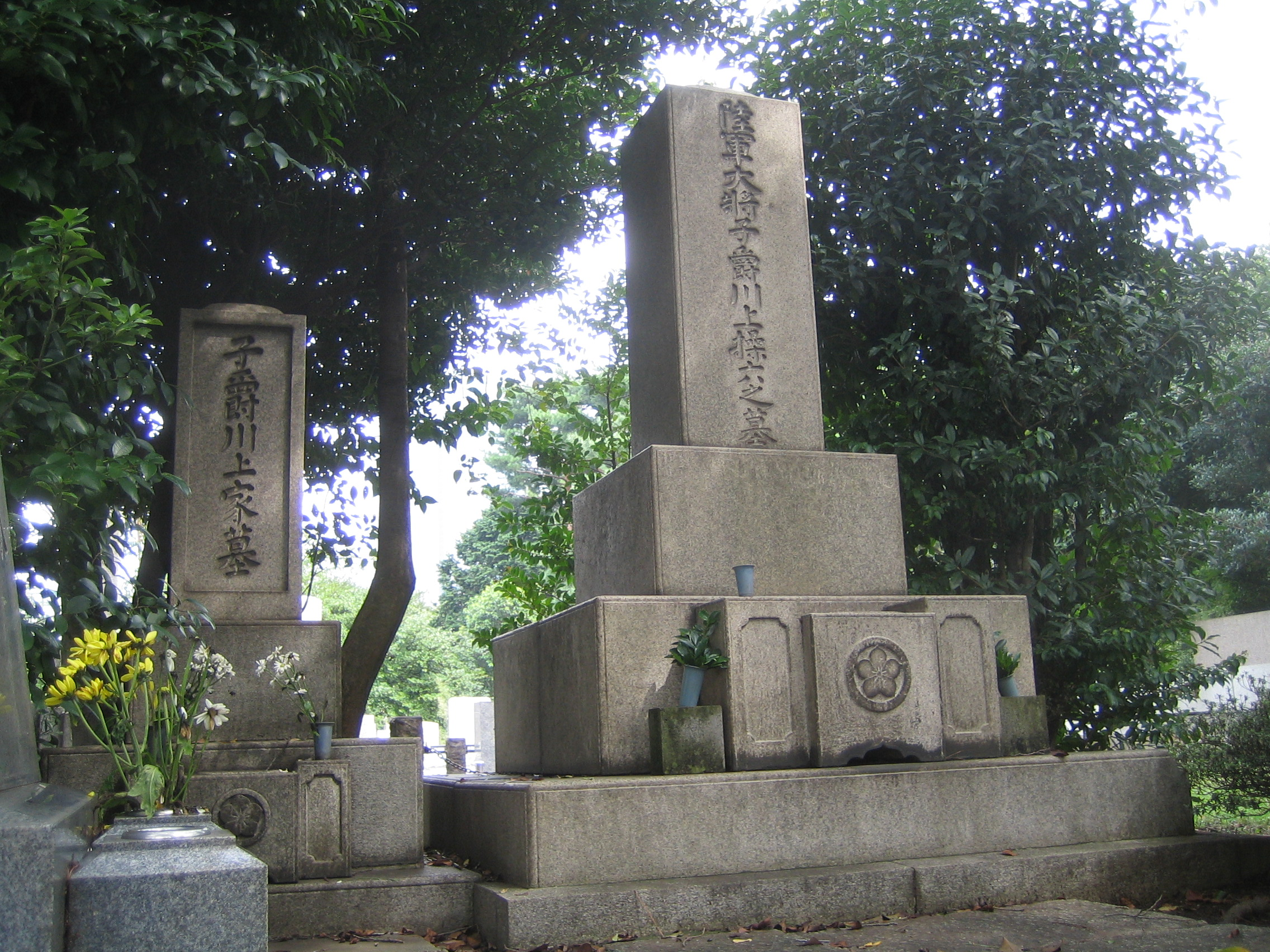
Tombe de Kawakami Sōroku.

Le vicomte Kawakami Sōroku (川上 操六, 11 novembre 1848 - 11 mai 1899) est un général de l'armée impériale japonaise qui fut l'un des décideurs de la stratégie appliquée lors de la première guerre sino-japonaise.

## Biographie
Originaire du domaine de Satsuma, Kawakami Sōroku est issu d'une famille samouraï. Il combattit contre le shogunat Tokugawa pendant la guerre de Boshin et se distingua particulièrement lors de la défense du château assiégié de Kumamoto.
Intégré dans la toute nouvelle armée impériale japonaise, il gravit rapidement les échelons et participa à lutter contre la rébellion de Satsuma.
En 1884, il accompagna Iwao Ōyama en Europe, et plus particulièrement en Allemagne, pour étudier les techniques militaires occidentales. De retour au Japon, il devint général de brigade et vice-chef de l'état-major de l'armée impériale japonaise. En 1887, il retourna une nouvelle fois en Europe pour étudier les techniques militaires allemandes. En 1890, il devint général de division.
Pendant la première guerre sino-japonaise, Kawakami servit au quartier-général impérial où il s'occupait de la stratégie à appliquer. À la suite de la victoire, il fut décoré de l'ordre du Soleil levant (1re classe) et reçut le titre de shishaku (vicomte). 
Kawakami fut ensuite décoré à titre posthume de l'ordre du Milan doré (2e classe), de l'ordre du Soleil levant (2e classe, avec des fleurs de Paulownia, Grand cordon) et du Grand ordre du Chrysanthème. Il est inhumé au cimetière d'Aoyama à Tokyo.